# Renaat Diependaele
Renaat Diependaele (Erwetegem, 1 april 1913 – Gent, 2 juli 1983) was een Belgisch senator.

## Levensloop
Diependaele werd beroepshalve architect.
Tijdens de Duitse bezetting werd Diependaele in augustus 1942 door het collaborerende VNV benoemd tot oorlogsburgemeester van Erwetegem. Na de Bevrijding werd hij korte tijd geïnterneerd, maar niet veroordeeld.
In 1949 werd hij politiek actief bij de Vlaamse Concentratie. Na de oprichting van de Volksunie in 1954 trad hij toe tot de partij en bouwde hij de partijwerking van het arrondissement Aalst-Oudenaarde. In 1961 werd hij verkozen tot lid van de Senaat voor het arrondissement Aalst-Oudenaarde en vervulde dit mandaat tot in 1965. In 1965 raakte hij niet herkozen als rechtstreeks verkozen senator voor Aalst-Oudenaarde, maar wel als provinciaal senator voor Oost-Vlaanderen. Maar bij die verkiezing in de provincieraad van Oost-Vlaanderen zou een provincieraadslid zich hebben laten omkopen om voor hem te stemmen. De Senaat vernietigde die verkiezing. Bij de herverkiezing in de provincieraad kon de VU geen provinciale senator meer doen verkiezen. In de omkopingszaak heeft het Oost-Vlaamse assisenhof hem later vrijgesproken.
Van 1968 tot 1971 was hij gecoöpteerd senator. In 1971 werd hij opnieuw rechtstreeks verkozen senator voor het arrondissement Aalst-Oudenaarde en zetelde tot in 1974. In de periode december 1971-maart 1974 had hij als gevolg van het toen bestaande dubbelmandaat ook zitting in de Cultuurraad voor de Nederlandse Cultuurgemeenschap, die op 7 december 1971 werd geïnstalleerd. In de Senaat hield hij zich bezig met het repressiebeleid, de werking van de NMBS, de taalgrensproblematiek en de problemen van gezin en huisvesting. 
Door zijn Vlaams-nationalistische principes kwam hij herhaaldelijk in conflict met de partijleiding van de Volksunie. De standpunten van de partij die hij vaak te progressief vond, vooral op het vlak van abortus, hadden als gevolg dat hij de Volksunie verliet. In 1974 presenteerde hij zich in zijn arrondissement met een eigen Vlaams-nationalistische lijst, maar werd niet verkozen. In 1978 was hij kandidaat voor het Vlaams Blok, maar werd evenmin verkozen.
Zijn kleinzoon Matthias Diependaele is actief voor de partij N-VA.